# Love and Deepspace
Love and Deepspace (tiếng Trung: 恋与深空; Hán-Việt: Luyến Dữ Thâm Không; bính âm: Liàn Yǔ Shēn Kōng; nghĩa đen 'Tình Yêu Và Không Gian Sâu Thẳm') là một trò chơi otome 3D của Trung Quốc năm 2024. Trò chơi được phát triển và xuất bản bởi Papergames và phát hành bên ngoài Trung Quốc đại lục dưới tên Infold Games trên hai nền tảng Android và iOS vào ngày 18 tháng 1 năm 2024. Đây được xem là trò chơi otome 3D đầu tiên trên thị trường, nhận về nhiều đánh giá tích cực và đạt được thành công về mặt thương mại.

## Cách chơi
Love and Deepspace là trò chơi otome 3D đầu tiên, đánh dấu bước chuyển mình từ phong cách nhân vật 2D bán anime sang mô hình 3D bán hiện thực. Chính phong cách đồ họa 3D này đã giúp trò chơi trở nên sống động và cuốn hút hơn, góp phần tạo nên sức hút mạnh mẽ với người chơi trên diện rộng. Trò chơi hoạt động theo mô hình free-to-play, kết hợp hình thức kiếm doanh thu thông qua gacha và các gói mua trong game như thẻ tháng, quà tặng và trang phục nhân vật.
Love and Deepspace kết hợp giữa lối chơi hành động săn quái kịch tính và bối cảnh vũ trụ khoa học viễn tưởng, nơi "tình yêu không bị giới hạn bởi không gian hay thời gian". Trong game, người chơi có cơ hội phát triển mối quan hệ tình cảm với năm chàng trai: Xavier (Thẩm Tinh Hồi), Rafayel (Kỳ Dục), Zayne (Lê Thâm), Sylus (Tần Triệt) và Caleb (Hạ Dĩ Trụ). Trong trò chơi, người chơi vào vai một Thợ săn Vũ trụ, sở hữu siêu năng lực Evol để đối đầu với những thực thể bí ẩn ngoài không gian được gọi là những kẻ lang thang. Các nhân vật nam không chỉ là đối tượng tình cảm, mà còn là những người bạn đồng hành quan trọng trong hành trình chiến đấu. Lối chơi mang phong cách nhập vai hành động, cho phép người chơi phối hợp cùng người mình chọn để hạ gục những kẻ lang thang bằng các chuỗi combo linh hoạt và kỹ năng đỡ đòn chuẩn xác.

## Phát triển và phát hành
Love and Deepspace là sản phẩm do Papergames, một công ty trò chơi điện tử Trung Quốc có trụ sở tại Thượng Hải phát triển. Trò chơi được phát hành toàn cầu cho Android và iOS vào ngày 18 tháng 1 năm 2024. Đây là phần thứ hai trong loạt trò chơi "Love And", nối tiếp thành công của phiên bản trước là Mr Love: Queen's Choice.

### Âm nhạc
Ca khúc chủ đề phiên bản 1.0 của Love and Deepspace, cũng chính là nguồn cảm hứng cho tên gọi của trò chơi, được thể hiện bởi danh ca Sarah Brightman. Bà đã miêu tả bài hát này là “toát lên một không khí huyền bí, mơ màng... xen lẫn chút u sầu”. Ở phiên bản 2.0, ca khúc chủ đề mang tên Visions opposées (tạm dịch: Những viễn cảnh đối lập), do ca sĩ Mikelangelo Loconte thể hiện, được sản xuất với sự hợp tác của những nhà sáng tạo gốc đứng sau vở nhạc kịch nổi tiếng Mozart, l'opéra rock. Đến phiên bản 3.0, ca khúc chủ đề là một ca khúc tiếng Trung, mang tên Cosmic Encounter (tiếng Trung: 邂逅·星河; Hán-Việt: Giải Cấu Tinh Cầu; bính âm: Xiè Hòu Xīng Hé; nghĩa đen 'Cuộc Gặp Gỡ Dưới Dải Ngân Hà') do giọng ca opera nổi tiếng Ngô Bích Hà thể hiện.

## Sự đón nhận
Love and Deepspace đã nhanh chóng thu hút sự quan tâm rộng rãi trên toàn cầu kể từ khi chính thức ra mắt vào ngày 18 tháng 1 năm 2024. Tính đến năm 2025, trò chơi đã đạt mốc 50 triệu người chơi trên toàn thế giới. Tại Nhật Bản, theo báo cáo của Sensor Tower, Love and Deepspace là trò chơi cốt truyện có tương tác được tải xuống nhiều nhất và có doanh thu cao nhất trong giai đoạn từ tháng 1 đến tháng 9 năm 2024, với tổng doanh thu gần 30 triệu USD. Tính đến tháng 3 năm 2025, trò chơi đã đạt doanh thu toàn cầu vượt mốc 500 triệu USD trên hai nền tảng Google Play và App Store, trong đó thị trường quốc tế (ngoài Trung Quốc) chiếm khoảng 40% tổng doanh thu, theo dữ liệu từ công ty phân tích Sensor Tower. Các nghiên cứu cũng cho thấy rằng thành công vượt trội về doanh thu của trò chơi đến từ sự kết hợp độc đáo giữa đồ họa 3D và yếu tố huyền ảo, cùng với sự phát triển của nền kinh tế “SHEconomy” - nền kinh tế tập trung vào phụ nữ. Trò chơi đã gây tiếng vang nhờ việc khắc họa thế giới chân thực, đồng thời đáp ứng mong muốn của phụ nữ hiện đại về sự bình đẳng, tôn trọng và độc lập.

## Hành động pháp lý
Vào ngày 26 tháng 8 năm 2024, Papergames đã đưa ra một tuyên bố yêu cầu xóa một bản nhạc diss của rapper PACT, với lý do video này sử dụng trái phép hình ảnh gameplay và kèm theo những lời lẽ bị bóp méo và mang tính xúc phạm và hãng cũng khẳng định sẽ tiến hành các thủ tục pháp lý liên quan đến vụ việc này. Sau tuyên bố đó, PACT đã xóa video gốc và đăng lại một phiên bản mới không chứa hình ảnh gameplay, trong đó phần nhạc rap và lời bài hát vẫn giữ nguyên như cũ. Tuy nhiên, phiên bản video này sau đó cũng đã bị gỡ bỏ. Phiên xét xử sơ thẩm cho vụ việc đã được tổ chức vào ngày 14 tháng 1 năm 2025 tại Tòa án Nhân dân Quận Dương Phố, Thượng Hải.

## Nhân vật
Trong trò chơi có năm nhân vật nam chính mà người chơi có thể phát triển mối quan hệ tình cảm, bao gồm: Xavier (Thẩm Tinh Hồi), Rafayel (Kỳ Dục), Zayne (Lê Thâm), Sylus (Tần Triệt) và Caleb (Hạ Dĩ Trụ).